# Wappen der Provinz Saragossa

Wappen der Provinz Saragossa seit 1940

Das Wappen der Provinz Saragossa wurde von der Real Academia de Historia am 1. März 1940 als verbindlich erklärt, nachdem es die Vollversammlung der Provinz am 24. Juli 1939 angenommen hatte. Am 25. Juni 1966 erschien es auf einer Briefmarke, der vierundfünfzigsten Marke einer Serie mit dem Titel Escudos provinciales españoles.

## Beschreibung
In der Heraldik werden die Bezeichnungen rechts und links grundsätzlich aus der Sicht der Person verwendet, die den Schild vor sich her tragen würde, also entgegengesetzt zur Sicht des Betrachters.
Das Wappen der Provinz Saragossa ist bis auf den ovalen Herzschild identisch mit dem Wappen Aragoniens, dessen Beschreibung wie folgt lautet:
Der Wappenschild Aragoniens ist geviert. Im ersten Feld steht in Gold eine entwurzelte Steineiche mit grüner Laubkrone und braunem Stamm, in der ein rotes Hochkreuz steckt. Das zweite Feld zeigt in Blau ein gespitztes silbernes Tatzenkreuz im rechten Obereck. Das silberne dritte Feld wird durch ein rotes Georgskreuz geviert, in seinen Winkeln steht je ein abgetrennter, nach rechts blickender Menschenkopf mit Bart und gebundener Kopfhaube, von der jeweils zwei Bänder herabhängen. Das goldene vierte Feld zeigt vier rote Pfähle. 
Dazu kommt ein aufgelegter ovaler Herzschild, in dem eine silberne bauchige Säule steht, auf der ein rotes Jakobskreuz angebracht ist. Auf dem Wappenschild ruht die alte, offene Königskrone von Aragón.

## Herkunft der Wappenbestandteile
- Erstes Feld: Die Steineiche mit dem roten Hochkreuz ist das Wappen der Pyrenäen-Grafschaft und legendären Königreichs Sobrarbe, des Vorgängers des Königreichs Aragón. Kurz nach der Eroberung durch die Araber versammelten sich 724 in der Höhle von Espelunga christliche Kämpfer. Sie planten die Rückeroberung ihrer Ländereien, wählten einen gewissen Garzía Ximéniz zu ihrem Anführer und eroberten zunächst die kleine Pyrenäenstadt Aínsa. Sie befestigten die Stadt in Erwartung eines arabischen Gegenangriffs, der auch mit einer arabischen Überlegenheit von 4:1 erfolgte. Darauf erschien angeblich als göttliches Zeichen ein rotes Kreuz über einer Steineiche am goldenen Himmel. Diese Erscheinung gab den Christen neuen Mut, während die Araber flohen. Da das Kreuz oberhalb eines Baums (sobre un árbol) erschienen war, gründeten die Christen das Reich Sobrarbe als Teil der Spanischen Mark und nahmen das Bild dieser Erscheinung als Wappenschild an[3][4].
- Zweites Feld: Das angespitzte Tatzenkreuz, genannt „Kreuz des Iñigo Arista“ geht laut dem Geschichtsschreiber Jerónimo Zurita y Castro (1512–1580) auf Íñigo Arista zurück, ab 810/820 legendärer König von Sobrarbe und ab 816 König von Pamplona, dem es vor einer Schlacht gegen die Araber erschienen sein soll. Da aber Íñigo Arista mit dem Emirat von Córdoba gegen die Franken unter Ludwig dem Frommen verbündet war, scheint dies unglaubhaft[5]. Ramiro I. (1035–1063), erster belegter König von Aragón, hat ein solches Kreuz als Teil seiner Unterschrift (signum regis) benutzt[6]. Es gibt aber keine Aufzeichnungen über die Nutzung dieses Kreuzes als Wappenbestandteil bis ins 14. Jahrhundert hinein.
- Drittes Feld: Das Sankt-Georgs-Kreuz, in dessen Ecken die sog. „Köpfe der Mauren“, also vier, früher schwarz dargestellte Köpfe mit Turbanen eingefügt sind, wird als Cruz de Alcoraz bezeichnet. Es geht zurück auf die Schlacht von Alcoraz am 15. November 1096 zur Eroberung des mehrere Jahrhunderte lang muslimisch regierten Gebiets von Huesca vom Regenten Áhmad al-Mustaín II. des Taifa von Saragossa. Damals soll der hl. Georg mit einem Wunder zu Gunsten der Christen eingegriffen haben. Es taucht erstmals auf einem Bleisiegel Peters III. von Aragón 1281 auf[7].
- Viertes Feld: Über die Herkunft der vier roten Pfähle, der „barras de Aragón“, gibt es gibt zwei Haupttheorien. Die erste führt sie auf König Alfons II. zurück, der 1187 Privilegien an die okzitanische Stadt Millau mit diesem Symbol, das er „vexillum nostrum“ (unsere Flagge) nannte, unterzeichnete. Er war Sohn von Raimund Berengar IV., Graf von Barcelona, der Petronella von Aragón geheiratet hatte. Auch Raimund Berengar soll diese Pfähle bereits auf seinem Schild geführt haben. Die zweite Theorie besagt, dass es schon eine frühe Beziehung zwischen dem Königreich Aragón und dem Heiligen Stuhl gab und dass während der Regierungszeit von Sancho Ramírez (1063–1094) Dokumente zur gegenseitigen Kommunikation hin und her geschickt wurden, an denen vier rote Seidenbänder hingen. Da er dadurch von Papst Alexander II. 1068 einen Bischofssitz in seiner Residenzstadt Jaca zugestanden bekam und Sancho Ramírez der einzige hispanische Herrscher war, der unter direktem Schutz des Papstes stand, könnten diese Bänder zum Wappenzeichen geworden sein[8].
- Herzschild: Der goldene Herzschild verweist auf das Jahr 40 n. Chr. Am 2. Januar 40 soll die Gottesmutter Maria, noch vor ihrer Himmelfahrt, dem Apostel Jakobus dem Älteren und seinen sieben ersten spanischen Schülern in der römischen Kolonie Caesaraugusta erschienen sein. Zum „Beweis“ ihrer Erscheinung hinterließ sie eine Säule aus Jaspis, um die die acht Zeugen am Ufer des Ebro eine kleine Ziegelkapelle erbauten[9]. Archäologische Befunde christlicher Provenienz gibt es aber erst gegen Ende des 3. Jahrhunderts[10]. Die erste schriftliche Aufzeichnung der Legende ist noch weit jünger (1297). Am Fest der Virgen del Pilar, der Jungfrau auf der Säule, wird seit 1918 der Día del Hispanidad, der spanische Nationalfeiertag, begangen, da am 12. Oktober 1492 Christoph Kolumbus erstmals amerikanischen Boden betrat. Somit gilt ihr Gedenktag als Fest der gemeinsamen christlichen Wurzel aller Spanischsprachigen[11].

Die offene Königskrone im gotischen Stil mit acht Blüten, Perlen, Lilien, Rubinen und Smaragden stammt aus dem 13. Jahrhundert. Sie repräsentiert das Alter des Königreichs Aragon, das zwischen 1035 und dem Anfang des 18. Jahrhunderts bestand.